# Stadtturnverein Winterthur

Logo des STV Winterthur, zugleich Stadtwappen

Der Stadtturnverein Winterthur, kurz STV Winterthur, ist ein Turnverein aus Winterthur, der 1845 gegründet wurde. Der Verein ist heute hauptsächlich noch durch seine Trampolinsektion sportlich aktiv, hatte aber früher auch in der Leichtathletik und im Handball erfolgreiche Sektionen, die den Verein inzwischen durch Fusionen verliessen. Weiterhin gibt es noch eine Spielriege und eine «Turnen für Alle»-Sektion.

## Geschichte
Im Jahr 1845 wurde in Winterthur mit dem Turnhaus Stadthausstrasse die erste Turnhalle der Schweiz errichtet. Daraufhin wurde am 1. Mai 1845 der Turnverein Winterthur gegründet, der als erste Aktivität auch gleich am Eidgenössischen Turnfest in Chur mit damals erst 100 Athleten teilnahm, wo er in den Eidg. Turnverband aufgenommen wurde. 1846 erhielt der STV dann auch sein erstes Vereinsbanner. 1860 war der Verein Mitbegründer des kantonalen Turnvereins.

Die erfolgreiche Delegation des Stadtturnvereins am Eidgenössischen Turnfest 1906

Am 17. September 1864 kam es zur Fusion mit dem Männerturnverein zum Stadtturnverein Winterthur. An der Gründung des Kreisturnverbands Winterthur 1881 war der STV Winterthur auch mitbeteiligt, drei Jahre später bekam man das 2. Vereinsbanner. 1896 wurde die Altersriege gegründet, 1903 die Männerriege. Das dritte Vereinsbanner bekam man 1905. Am Eidgenössischen Turnfest 1906 in Bern wurde der STV Winterthur Turnfestsieger im Sektionsturnen. 1907 erfolgte die Gründung der Schiesssektion. Ab 1912 gab der Verein mit dem Stadtturner ein eigenes Vereinsblatt hinaus. Bis 1935 folgten dann die Gründung von zahlreicher weiterer Sektionen: 1914 die Damenriege, 1921 eine Jugendriege, 1924 eine Gesangssektion, 1927 eine Leichtathletiksektion (die aus der 1920 gegründeten Leichtathletiksektion des FC Winterthur hervorging), 1930 die Frauenriege, 1934 die Handballsektion und 1935 schliesslich noch eine Skiriege.
1936 organisierte der Verein mit dem Eidgenössischem Turnfest in Winterthur einen Grossanlass, der vom 17. bis 20. Juli 22'000 Teilnehmer in die Eulachstadt lockte. In den dreissiger Jahren war zu dem der Zehnkämpfer Armin Guhl für den STV erfolgreich, der auch zweimal an Olympischen Spielen teilnahm. Am 16./17. Juni 1945 durfte der Verein glücklicherweise bereits nach Kriegsende sein 100-jähriges Jubiläum feiern und spendierte sich zu diesem Anlass eine neue Vereinsfahne, die vierte seit der Gründung. Die 50er-Jahren waren für den Stadtturnverein wohl die erfolgreichsten in seinem Bestehen, neben der Handballsektion, die in der Feldhandball-Nationalliga A spielten, waren auch die Turner und Leichtathleten erfolgreich. An den Olympischen Sommerspielen 1952 in Helsinki nahm der Winterthurer Internationale Hans Wehrli teil und am 23. August 1953 gewann man auf dem Deutweg als erste Turnermannschaft überhaupt die Schweizerischen Leichtathletikvereinsmeisterschaften. 1958 kamen noch eine Senioren- und eine Mädchenriege zu der Vielzahl bereits bestehender Sektionen hinzu.
Ab 1971 kam es dann bei der Leichtathletiksektion zu ersten Fusionsgesprächen mit dem LC Winterthur, die vorerst an einer Generalversammlung 1972 noch scheiterten. Nach einer langsamen Annäherung erfolgte dann die Fusion mit dem LC Winterthur zur Leichtathletik-Vereinigung Winterthur, die dem STV Winterthur aber als Sektion erhalten blieb. 1982 kam es mit der Fitnesssektion nochmals zu einer Sektionsgründung. Aufgrund der abnehmenden Beteiligung am Turnen wurde beschlossen, dass man das Turnen in Zukunft auf das Trampolinspringen konzentrieren möchte. 1987 verabschiedete sich durch die Fusion mit dem HC Artus mit der Handballsektion eine weitere mitgliederstarke Sektion aus dem Verein. 1995 beging der Verein sein 150-Jahr-Jubiläum und bekam sein 5. Vereinsbanner. 2000 wurde die Frauenriege aufgelöst. 2004 stiess die Pistolensektion der Arbeiterschützen zur Schützensektion, zwei Jahre später fusionierte die Schiesssektion mit der Schützengesellschaft Winterthur zu den Stadtschützen Winterthur, wodurch eine weitere Sektion den Verein verliess. Heute ist der STV Winterthur noch hauptsächlich durch seine Trampolinsektion präsent, die ursprüngliche Grösse des Vereins lässt sich nicht mehr erahnen. Als letztes grosses Mitglied verliess 2009 der LV Winterthur als letzte Hauptabteilung den STV Winterthur. Im Jahr 2020 zählte der STV Winterthur noch 87 Mitglieder, während es 1996, als die LVW noch zum Verein gehörte, noch 865 Mitglieder waren.

### Handballsektion
Die Handballabteilung wurde 1934 gegründet, wobei sie zu diesem Zeitpunkt noch keine offizielle Sektion des STV Winterthur darstellten. Die Handballabteilung wuchs rasch und verzeichnete bereits 1937 60 Mitglieder. Im März 1948 konnte sich die Handballgruppe als eigene Sektion des STV Winterthur konstituieren und wurde dadurch unabhängiger. 1950 gelang dem Verein, nachdem man zuvor in der 1. Liga Meister wurde der Aufstieg in die Nationalliga. Im Rahmen einer Reorganisation der höchsten Liga verlor man aber 1953 die Zugehörigkeit zur höchsten Spielklasse und stieg in die NLB ab und wurde von dort sogar in der darauf folgenden Saison in die 1. Liga hinunter gereicht. Während man sich im Feldhandball in der 1. Liga schliesslich wieder fangen konnte, gelang es dem STV in der Hallensaison 1954 in die Nationalliga B aufzusteigen. Dort hielt man sich dann zwei Jahre, um danach für zwei Jahre wieder in der 1. Liga zu spielen, bevor man den Wiederaufstieg meisterte. 1960 konnte die drittklassige Feldmannschaft im Cup ins Viertelfinal vorstossen. In der Hallensaison verabschiedete man sich 1962 aus der zweithöchsten Liga beim gleichzeitigen erreichen des Viertelfinals, wo man den TV Aarau fast in die Knie zwingen konnte. Als Gruppenerster in der 1. Liga scheiterte man 1964 mit einem Sieg und einer Niederlage beim Kampf um den Aufstieg nach Toren.
1966 kommt es dann im Feldhandball, das immer weiter an Wichtigkeit einbüsst, zur Umstellung vom Gross- aufs Kleinfeld. Ein wichtiger Schritt für die Hallenhandballer war die Eröffnung der Eulachhalle 1971, wo das Fanionteam fortan seine Spiele austragen konnte anstatt in der kalten Reithalle. 1973 folgt jedoch mit dem Abstieg in die 2. Liga ein weiterer Schritt in die Bedeutungslosigkeit. 1974 kommt es zur Fusion mit dem HC Handelsschule, zudem hat man nun eine Juniorenmannschaft. 1974 steigt das Fanionteam sogar in die fünftklassige 3. Liga ab, was jedoch durch den Aufstieg einer anderen Mannschaft noch verhindert werden konnte. Dieser Abstieg wurde dann ein Jahr später definitiv Tatsache, jedoch stieg man in der darauffolgenden Saison gleich wieder auf. Das inzwischen wesentlich unwichtigere Kleinfeldhandballteam konnte aufgrund von Umstrukturierungen 1980 in die 1. Liga aufsteigen. 1985 gelang dem STV Winterthur mit der Verpflichtung von Ernst Züllig (Vize-Torschützenkönig an der Olympiade 1980) eine Sensationsverpflichtung, jedoch wurde auf den Einsatz von ihm verzichtet, da Pfadi Winterthur in dieser Saison wenig Personal hatte. 1986 verpassten die Hallenhandballer den Aufstieg in die 1. Liga nochmals knapp.
Am 28. März 1988 kam es schliesslich zur Fusion mit dem HC Artus zum STV Artus. Im Jahr 2000 gab der fusionierte Verein seinen Austritt als Sektion aus dem Stadtturnverein. Dieser Verein spielt heute noch in einer Spielgemeinschaft mit dem HC Neftenbach in der 4. Liga und hat mit ähnlichen Personalproblemen zu kämpfen wie die Handballsektion des TV Veltheim, die bereits nicht mehr am aktiven Spielbetrieb teilnimmt.